# Roza Otunbàieva
Roza Issàkovna Otunbàieva (en kirguís i en rus: Роза Исаковна Отунбаева; Frunze (actual Bixkek), 23 d'agost de 1950) és una diplomàtica i política kirguís que fou presidenta del Kirguizstan des del 7 d'abril de 2010 fins a l'1 de desembre de 2011, després d'haver participat en la Revolució de les Tulipes i succeint l'anterior president Kurmanbek Bakiev. Abans havia estat ministra d'Afers Exteriors i cap del grup parlamentari del Partit Socialdemòcrata.